# Velké Karlovice
Velké Karlovice (in tedesco Groß Karlowitz) è un comune della Repubblica Ceca facente parte del distretto di Vsetín, nella regione di Zlín.